# Çamlıyayla
Çamlıyayla (türkisch für ‚Alm mit Kiefern‘), auch Namrun genannt, ist eine Stadtgemeinde (Belediye) im gleichnamigen Ilçe (Landkreis) der Provinz Mersin in der türkischen Mittelmeerregion und zugleich ein Stadtbezirk der 1993 gebildeten Büyükşehir belediyesi Mersin (Großstadtgemeinde/Metropolprovinz). Seit der Gebietsreform ab 2013 ist die Gemeinde flächen- und einwohnermäßig identisch mit dem Landkreis.
Der Landkreis liegt im Nordosten der Provinz. Es ist der nördlichste Kreis und grenzt an die Provinzen Konya und Niğde. Çamlıyayla liegt im Taurusgebirge. Mit 8225 Einwohnern ist es der bevölkerungsärmste Kreis/Stadtbezirk, die Bevölkerungsdichte ist die niedrigste in der Provinz.
Der Landkreis wurde 1990 aus dem nordwestlichen Teil des Kreises Tarsus abgespalten. Grundlage des neuen Landkreis war ein dort bestehender Bucak aus zwei Gemeinden, dem namensgebenden Verwaltungssitz und Sebil sowie zwölf Dörfern. Verstärkt wurde er durch zwei Dörfer des Merkez Bucak von Tarsus. Zur Volkszählung 1990 (Stichtag: 21. Oktober) wurden im neu geschaffenen Kreis 21.602 Einwohner gezählt, davon 8826 in der Kreisstadt und 5366 in Sebil.
(Bis) Ende 2012 bestand der Landkreis neben der Kreisstadt aus der o. g. Stadtgemeinden Sebil sowie zehn Dörfern (Köy). Sie wurden während der Verwaltungsreform 2013/2014 in Mahalle (Stadtviertel/Ortsteile) überführt. Die drei vorhandenen Mahalle der Kreisstadt blieben erhalten, während die fünf Mahalle von Sebil zu einem verschmolzen. Den 14 Mahalle steht ein Muhtar als oberster Beamter vor.
Ende 2020 lebten durchschnittlich 588 Menschen in jedem Mahalle, 1810 Einwohner im bevölkerungsreichsten (Sebil Mahalle).

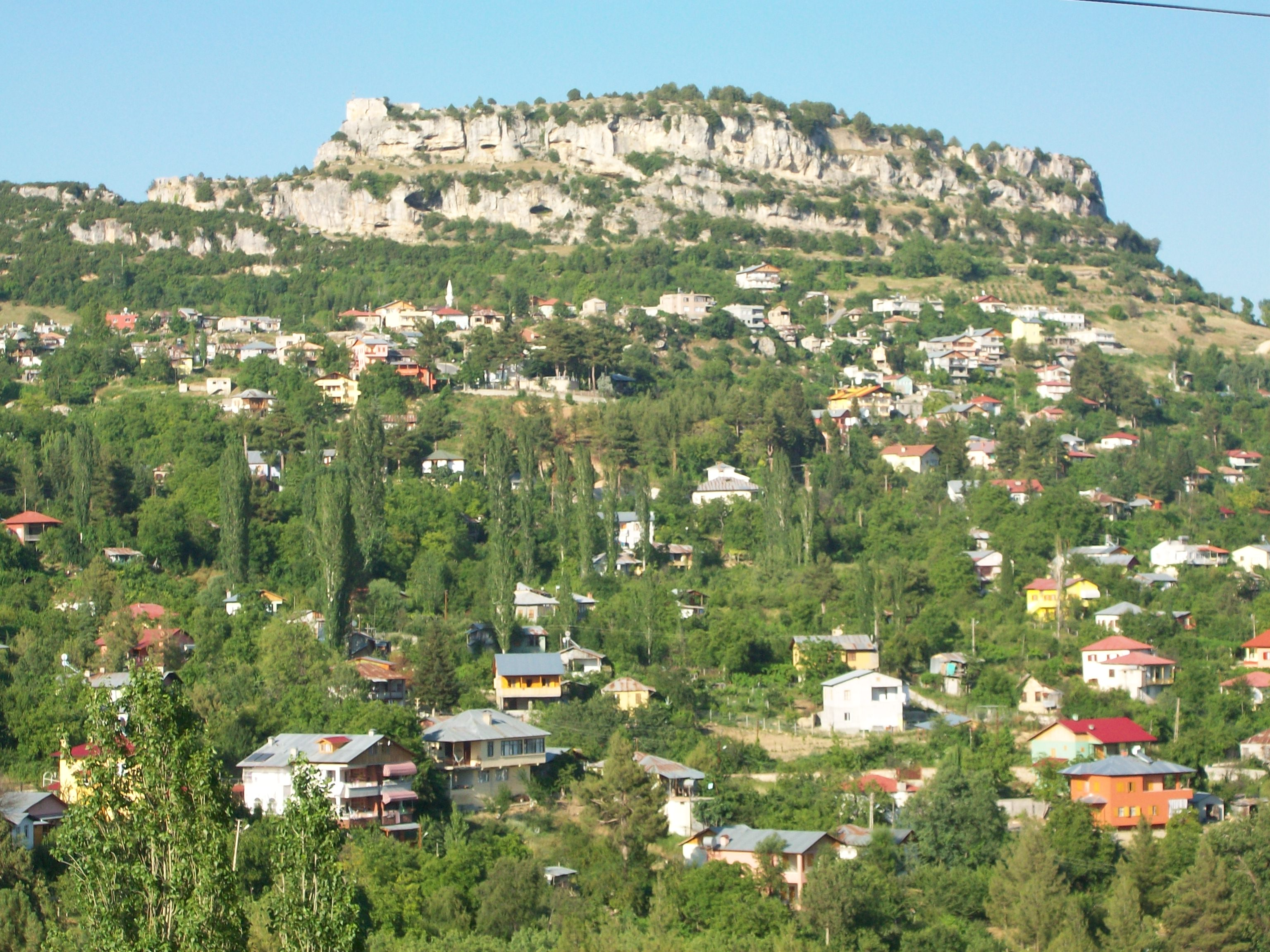
Çamlıyayla und Namrun Castle
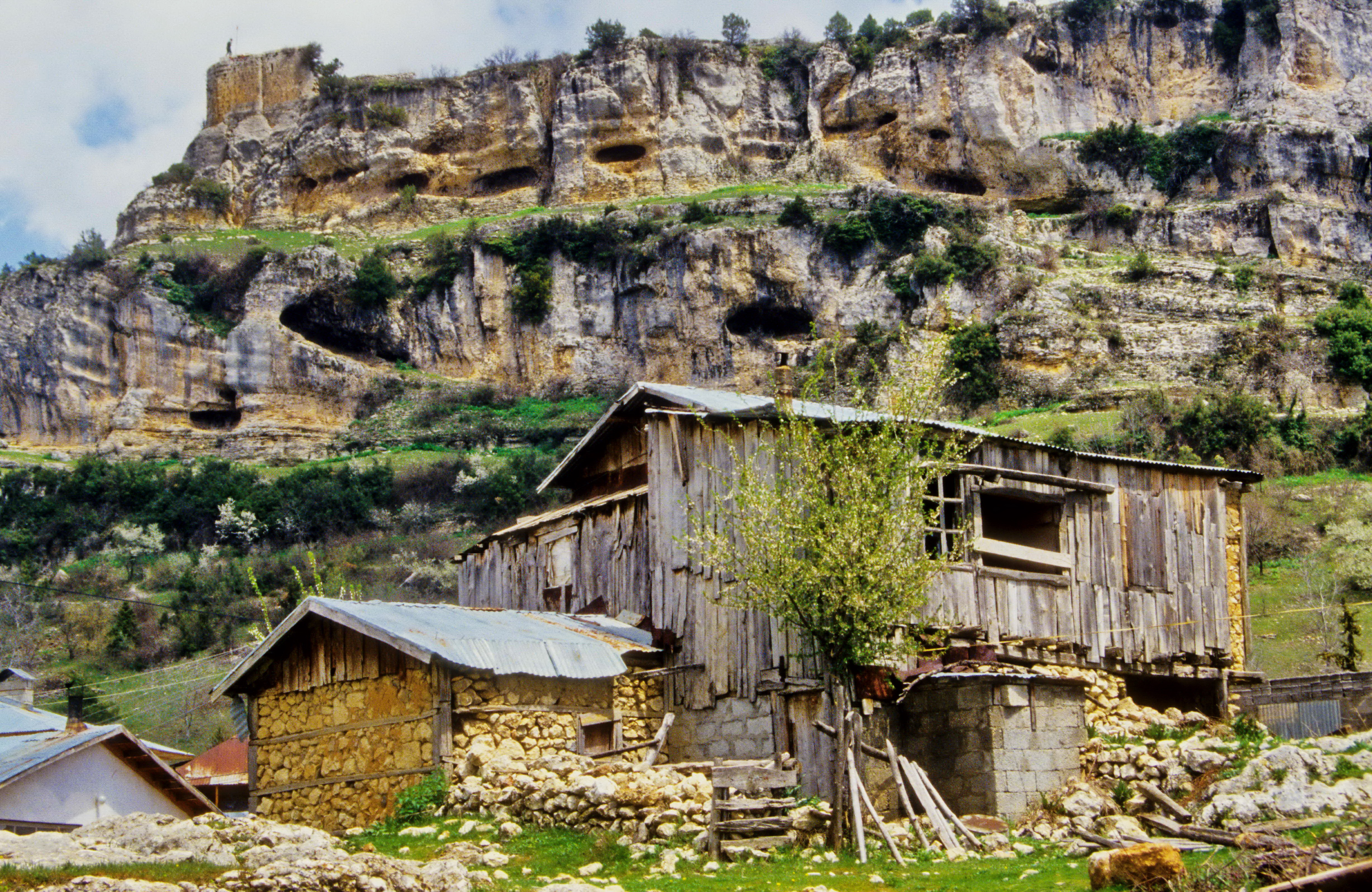
Yaylahütte
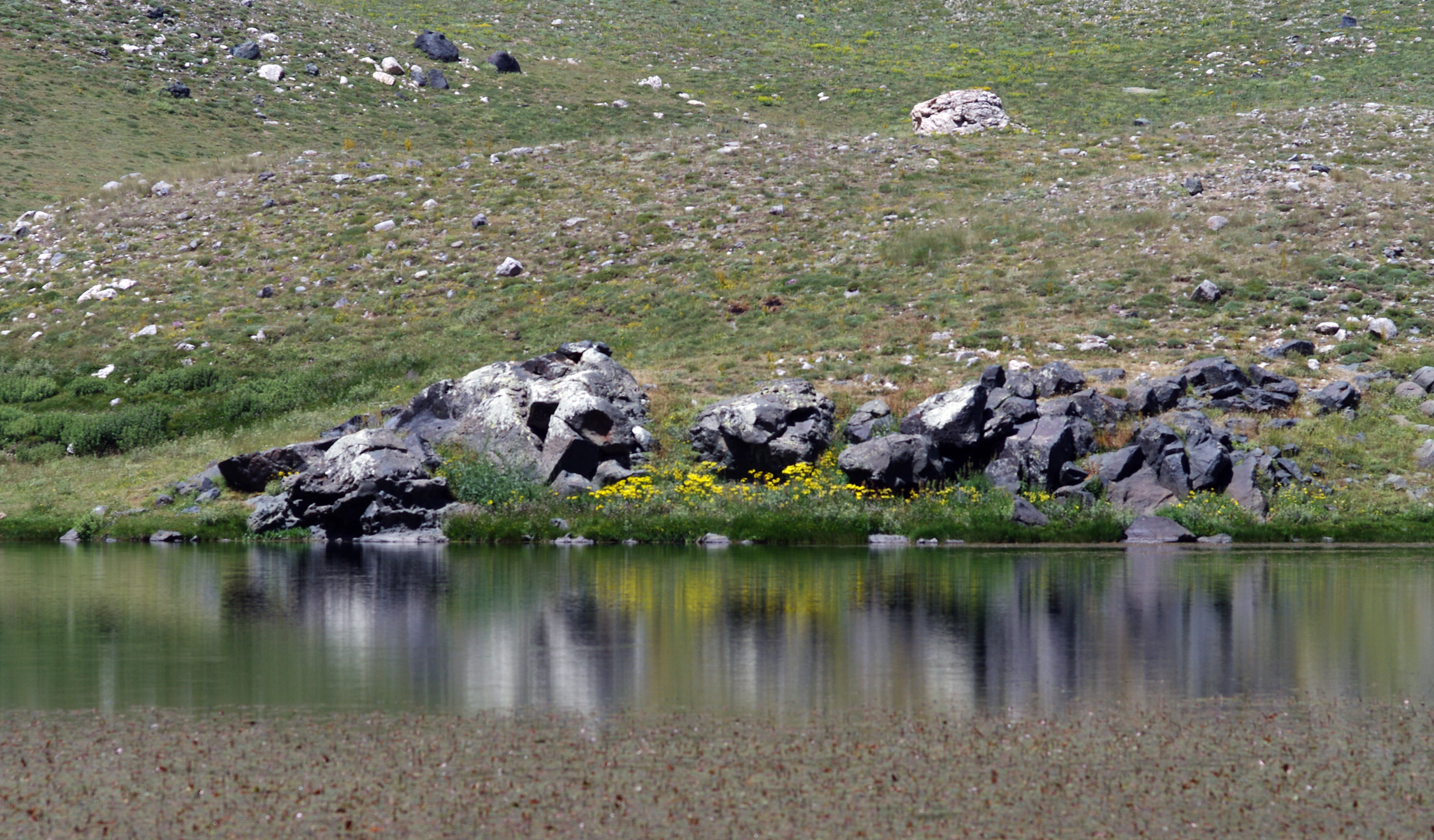
Karagöl, Bolkar, Südseite